# Erindi-wildreservaat

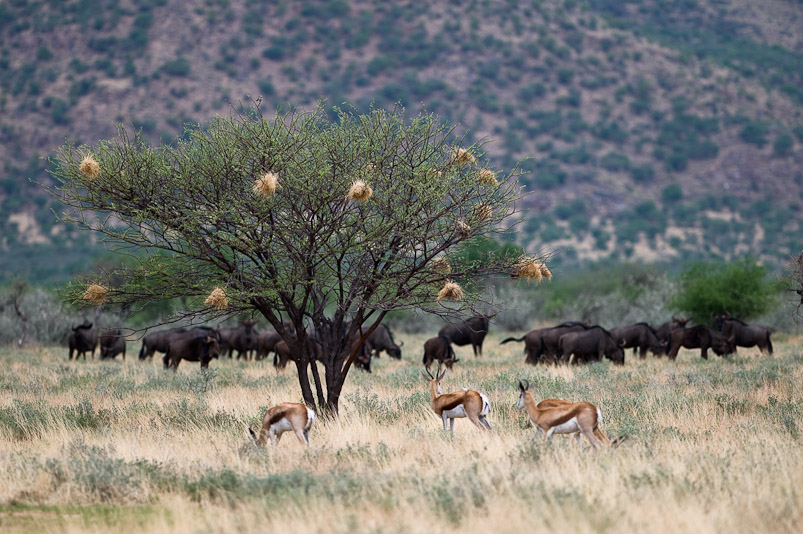
Dieren in het Erindi-wildreservaat

Het Erindi-wildreservaat (Engels: Erindi Private Game Reserve) is een beschermd natuurreservaat in Namibië. Het reservaat is 707,19 km² groot. 
In de jaren zeventig en tachtig van de 20ste eeuw was het gebied onderdeel van een grote boerderij en liep er veel vee rond wat zorgde voor overbegrazing van het gebied. Later werd het een jachtgebied. De eigenaars herintroduceerden een aantal dieren die er ooit eerder in het wild voorkwamen. In 2007 werd het jachtgebied gesloten en maakte dit plaats voor een wildreservaat. 
Met behulp van ecotoerisme moet het park rendabel worden. Zo werden er Afrikaanse olifanten los gelaten in het gebied. Doordat zij het boombestand uitdunnen krijgt het grasland meer ruimte wat dan weer goed is voor grazers en roofdieren die hierop jagen. In de waterpoelen werden krokodillen uitgezet. Andere roofdieren zijn leeuwen, luipaarden en de Afrikaanse wilde hond. Herbivoren zijn onder andere impala's, gnoes, giraffen en nijlpaarden.